# Theater Postremise
Das Theater Postremise ist ein Schweizer Schauspielhaus an der Engadinstrasse 43 in Chur im Kanton Graubünden.

## Geschichte
Schriftliche Belege weisen auf eine Nutzung ab 1864 als Reithalle und Schauspielhaus in Doppelfunktion. Nach einigen Jahren wurde der Betrieb jedoch eingestellt. Zur ersten Umnutzung kam es Ende des 19. Jahrhunderts.
Damals war Chur ein wichtiger Verkehrsknotenpunkt für den Postkutschenbetrieb. Da es in Chur keine Garage für die vielen Kutschen gab, wurde die Liegenschaft zu einem doppelstöckigen Postkutschen-Parkhaus umgebaut. Daher der bis heute gebräuchliche Name Postremise. In der ersten Hälfte des 20. Jahrhunderts waren es dann die Postautos, die anstelle der Pferdekutschen in der Postremise gewartet und repariert wurden.
Im Jahr 2006 vermietete die Stadt Chur Teile der Postremise für eine kulturelle Nutzung. Ein Jahr später entstand der Verein «Postremise» als Trägerschaft. Seither leitet der kleine Verein die Geschicke des Hauses. Die Stadt Chur und der Kanton Graubünden unterstützen seit 2018 die Trägerschaft mit einem jährlichen Beitrag an die Mietkosten sowie an den organisatorischen und personellen Betrieb.
Seit Januar 2020 ist die Postremise ein Zuhause für den JAZZCLUB Chur und die experimentelle Reihe SOUNDHUND (JAZZCHUR). 
2013 wurde die marode und in die Jahre gekommene Postremise vollumfassend saniert. 2014 feierte sie ihren 150. Geburtstag. 
Leiter ist Manfred Ferrari. Die Kantonsregierung verlieh ihm 2019 einen kantonalen Kulturpreis. Der Regisseur habe eine Reihe eindrücklicher Inszenierungen realisiert.